# Didier Devauchelle
Pour les articles homonymes, voir Devauchelle.
Didier Devauchelle est un égyptologue, professeur d’histoire, langue et archéologie de l'Égypte antique à l'université de Lille. Il a été directeur de projet pour les fouilles de l'île de Saï.

## Biographie
- Membre scientifique de l'Institut français d'archéologie orientale au Caire de 1980 à 1984 ;
- Professeur de langue égyptienne à l’École du Louvre et à l’Institut Catholique de Paris de 1985 à 1991 ;
- Chargé de cours à l'université de Genève (égyptologie) de 1988 à 2002 ;
- Chargé de recherche au CNRS de 1991 à 2003 ;
- Professeur d’histoire, langue et archéologie de l'Égypte antique à l'université Charles-de-Gaulle - Lille 3 depuis début 2003.

## Publications
- Ostraca démotiques du musée du Louvre, 2 volumes : reçus, index et planches, IFAO, Le Caire, 1983 ;
- Les graffites du Gebel Teir. Textes démotiques et grecs, IFAO, Le Caire, 1984 ;
- Le temple d'Edfou, Le Caire, 1985 ;
- La pierre de Rosette, Gallimard en coédition avec le musée Champollion, juillet 2003,  (ISBN 978-286227-380-8) ;
- avec Françoise Halley-des-Fontaines-Poiret, Christiane Ziegler, Des dieux, des tombeaux, un savant : En Égypte, sur les pas de Mariette pacha, Somogy Éditions d'Art, mai 2004,  (ISBN 978-2850567278) ;
- avec Christophe Barbotin, La voix des hiéroglyphes. Promenade au département des Antiquités égyptiennes du musée du Louvre, éditions Khéops, Paris, 2005.

Il a également écrit une quarantaine d'articles dans de nombreuses revues.